# 20 de mayo
El 20 de mayo es el 140.º (centésimo cuadragésimo) día del año en el calendario gregoriano y el 141.º en los años bisiestos. Quedan 225 días para finalizar el año.

## Acontecimientos

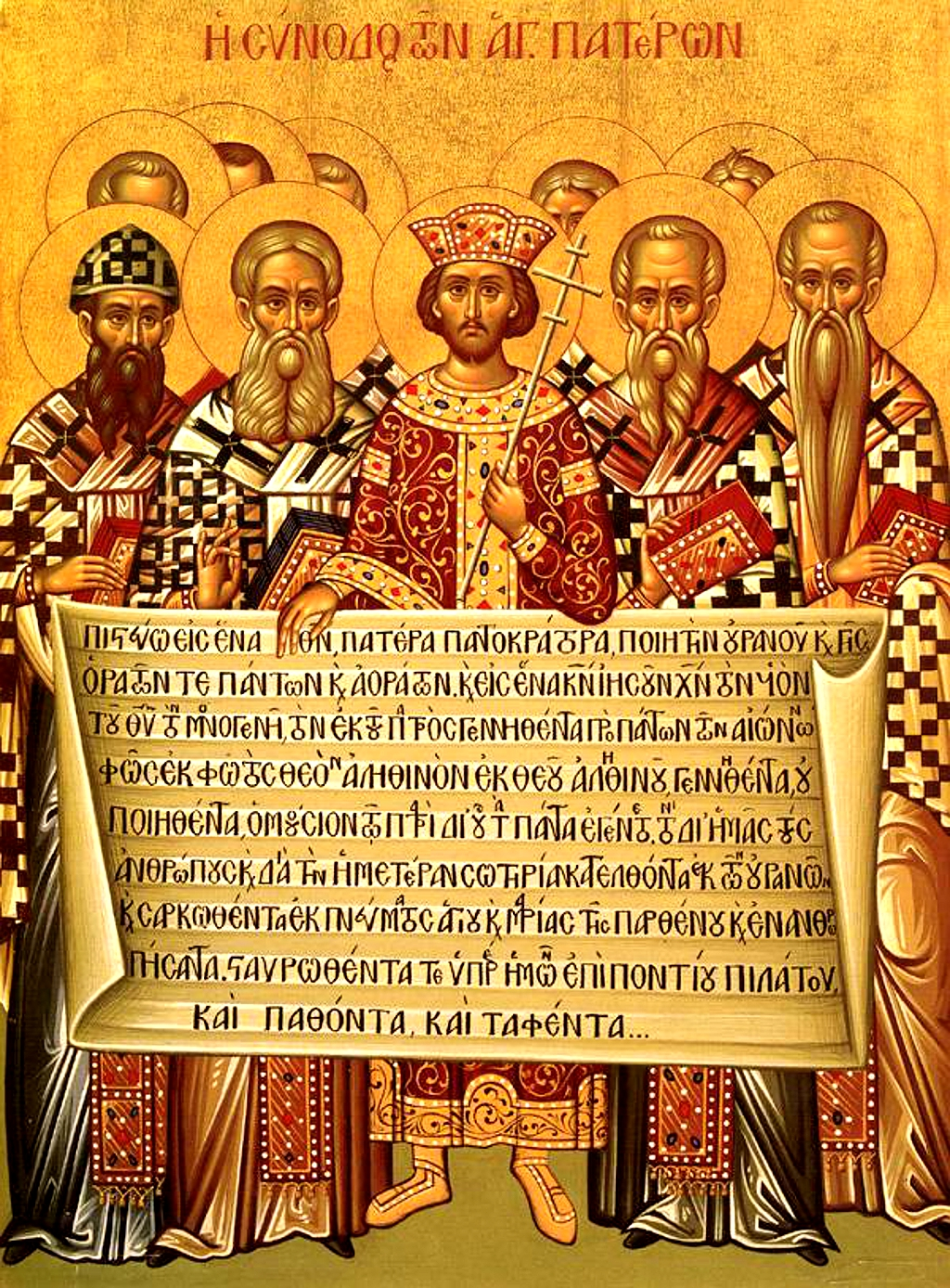
Concilio de Nicea.

- 325: en Nicea se lleva a cabo el Concilio de Nicea, primer concilio ecuménico de las iglesias cristianas.
- 526: en la región de Siria (parte del Imperio romano de oriente) sucede un terremoto de XI grados en la escala modificada de Mercalli (que mide daños). Deja un saldo de 250 000 muertos.[1]
- 1485: en España, los cristianos conquistan la ciudad de Ronda (Málaga), el más importante punto de resistencia nazarí de la frontera occidental.
- 1493: en España, Cristóbal Colón es nombrado capitán general de la armada española con la que emprende el segundo viaje a América.
- 1498: en India, el portugués Vasco da Gama llega a Calicut.
- 1520: El rey Carlos I de España parte a Alemania para ser designado emperador del Sacro Imperio Romano Germánico, dejando al clérigo borgoñón Adriaan Floriszoon (Conocido como Adriano de Utrecht) como regente de la Monarquía Hispánica. Este hecho desencadenó la indignación de los castellanos, muy hostiles al frecuente nombramiento de extranjeros en altos cargos de poder durante el reinado de Carlos I, siendo un detonante de la sublevación de las Comunidades de Castilla y la Rebelión de las Germanías de Valencia.
- 1520: en el Templo Mayor de Tenochtitlán (México), los españoles al mando de Pedro de Alvarado llevan a cabo la Matanza de Tóxcatl.
- 1591: Juan Ramírez de Velasco funda la Ciudad de Todos los Santos de La Nueva Rioja.

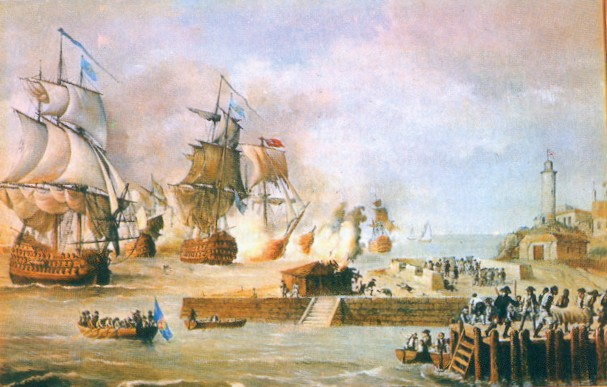
Sitio de Cartagena de Indias (1741).

- 1631: en Alemania ―en el marco de la guerra de los Treinta Años entre católicos y protestantes― se produce el saqueo de Magdeburgo, en que los soldados católicos, bajo el mando del Conde de Tillý (el Monje con Armadura), asesinan al 80 % de los ciudadanos de la ciudad (unos 20 000 hombres, mujeres y niños luteranos).
- 1741: durante la Guerra del Asiento, en la actual Colombia, la flota del almirante británico Edward Vernon se retira tras la derrota en el sitio de Cartagena de Indias.
- 1809: a orillas del río Danubio, cerca de Viena (Austria), los austriacos vencen a los franceses en la batalla de Aspern-Essling.
- 1854: Batalla de Zipaquirá dentro la Guerra civil colombiana de 1854.
- 1875: en París se crea la Oficina Internacional de Pesas y Medidas.
- 1882: Alemania, Austria e Italia forman la Triple Alianza contra Francia.
- 1888: en la Academia de Ciencias de París (Francia), Louis Pasteur presenta el resultado de sus investigaciones sobre la rabia.
- 1888: en la antigua ciudadela de Barcelona, que ha sido convertida en un parque, la regente María Cristina inaugura la Exposición Universal.
- 1891: en una convención de la National Federation of Women’s Clubs (Federación Nacional de Clubes de Mujeres) realizada en Nueva York (Estados Unidos), William Dickson ―empleado de Thomas Edison― presenta un prototipo del quinetoscopio. Dos años antes, el 14 de octubre de 1888, el inventor francés Louis Le Prince había filmado en Leeds (Inglaterra) la primera película del mundo: Roundhay garden scene.
- 1902: Cuba se independiza de Estados Unidos.
- 1910: Estados Unidos invade Nicaragua.
- 1927: el Reino Unido reconoce la independencia de Arabia Saudí.
- 1927: en Estados Unidos, el aviador estadounidense Charles Lindbergh despega para iniciar lo que será la primera travesía en solitario por avión a través del océano Atlántico.
- 1930: en Bombay (India) el pacifista Mahatma Gandhi es detenido por la policía colonial británica.

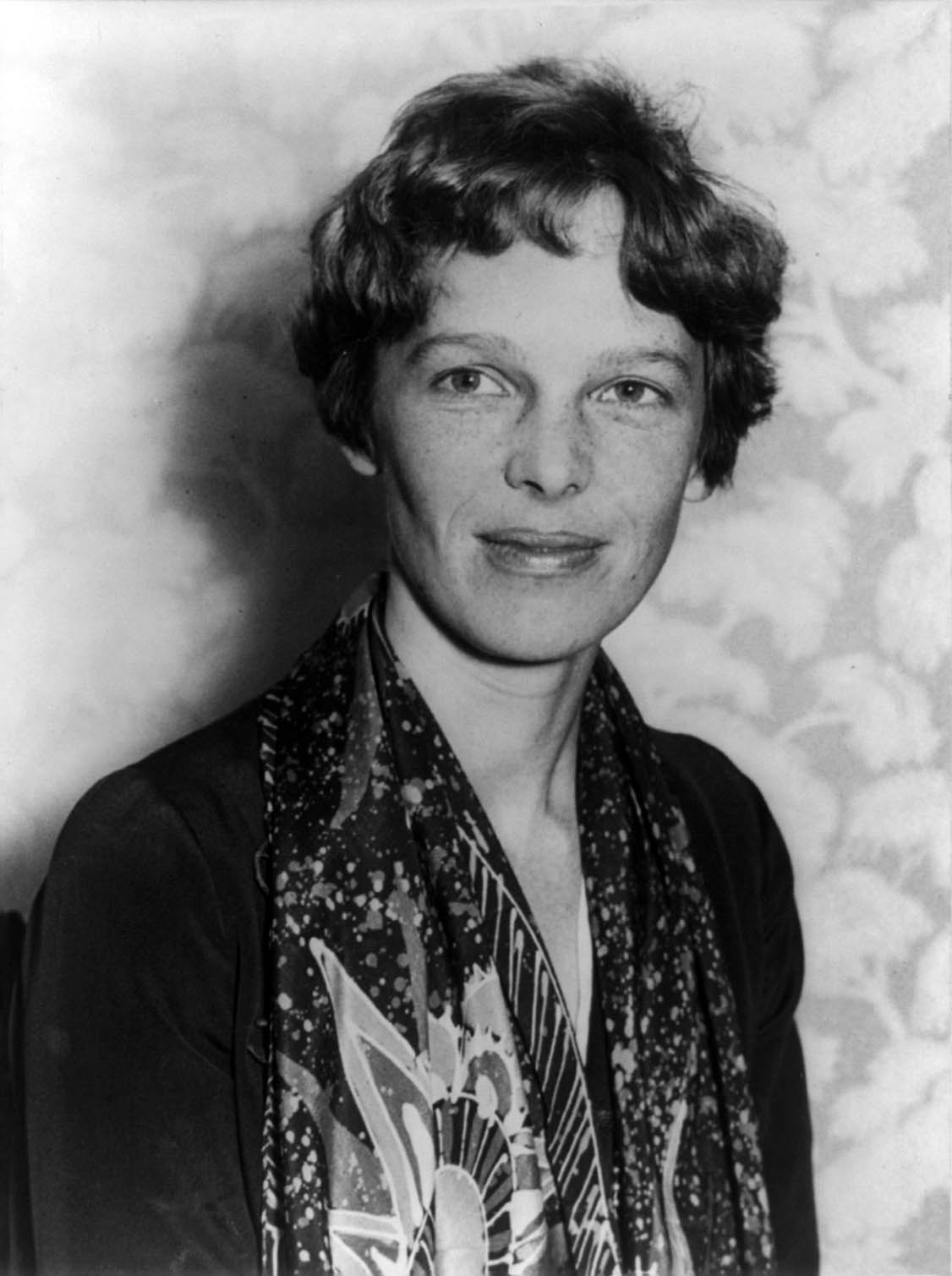
La aviadora Amelia Earhart.

- 1932: la aviadora Amelia Earhart despega para iniciar lo que será el primer vuelo solitario de una mujer a través del océano Atlántico.
- 1940: en Polonia, los nazis ponen en funcionamiento el campo de concentración de Auschwitz.
- 1941: tropas alemanas, lideradas por los Fallschirmjäger, dan inicio a la invasión aérea de la isla Creta.
- 1954: en Taiwán, Chiang Kai-shek es nombrado presidente.

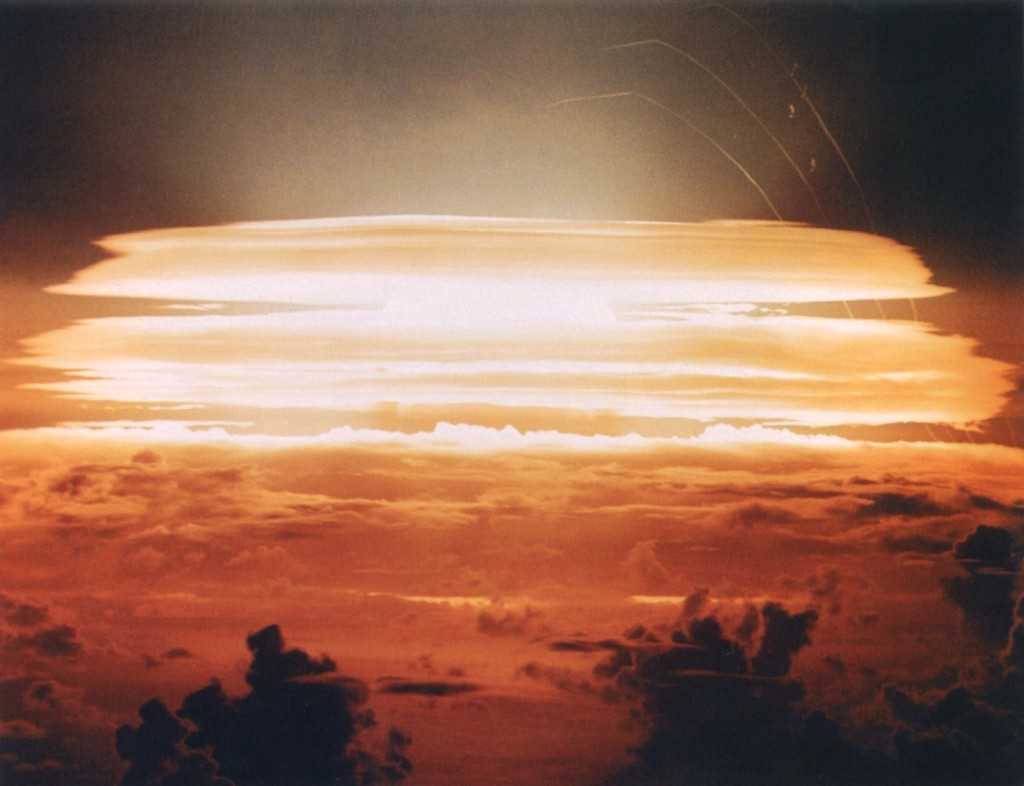
Fotografía de la explosión de la bomba de hidrógeno Cheroqui, el 20 de mayo de 1956.

- 1956: en el atolón Bikini, Estados Unidos detona la bomba atómica Cherokee (nombre de una etnia de nativos americanos), de 3800 kt. Es la primera vez que se deja caer una bomba de hidrógeno (una Mark 15) desde un avión. Es la 2.ª bomba de las 17 de la operación Redwing, y la n.º 72 de las 1127 que Estados Unidos detonó entre 1945 y 1992.
- 1958: en el atolón Enewetak (islas Marshall, en medio del océano Pacífico), Estados Unidos detona su bomba atómica Holly, de 5,9 kt. Es la séptima de las 35 bombas de la operación Hardtack I, y la bomba n.º 128 de las 1127 que Estados Unidos detonó entre 1945 y 1992.
- 1960: en Argentina, agentes del servicio secreto israelí (Mosad) abordan un avión israelí y llevan a Israel al genocida nazi Adolf Eichmann (54). En Israel será juzgado y ejecutado por crímenes de lesa humanidad.
- 1964 se estrena en Estados Unidos la película Viva Las Vegas protagonizada por Elvis Presley y Ann Margret, la cual se convierte en un éxito de recudación superando A Hard Day's Night de The Beatles.
- 1973: en Janquel Quesat, Sahara español, el Frente Polisario realiza su primera acción armada.
- 1978: Estados Unidos lanza su sonda Pioneer Venus a Venus.
- 1980: en Quebec (Canadá) se realiza un referéndum para decidir la separación de Canadá. El 60 por ciento se opone a la independencia.
- 1984: en Argentina, la expresidenta María Estela Martínez de Perón regresa a Buenos Aires desde su exilio en Madrid.
- 1988: Sudáfrica, Angola y Cuba acuerdan la retirada de las tropas cubanas de Angola.
- 1989: La banda inglesa Queen álbum número 13 The Miracle.
- 1990: el telescopio espacial Hubble envía la primera fotografía desde el espacio.
- 1990: en Rumania, Ion Iliescu es electo presidente.
- 1990: Los Prisioneros lanzan su cuarto álbum, titulado Corazones, siendo el más exitoso de su carrera al ser un éxito en toda América Latina y Estados Unidos.
- 1992: Se juega la final de la Liga de Campeones de la UEFA donde se coronó campeón el Fútbol Club Barcelona ante la Unione Calcio Sampdoria con un marcador final de 1-0 a favor del conjunto condal.
- 1994: Crimea se proclama soberana e independiente de Ucrania.
- 1996: en Montevideo (Uruguay) se realiza la primera Marcha del Silencio por los detenidos desaparecidos. Cada 20 de mayo miles de personas exigen verdad, memoria, justicia y nunca más crímenes de lesa humanidad.
- 1997: Michael Jackson lanza su sexto disco, llamado Blood On The Dance Floor: HIStory In The Mix, que se convierte en el álbum remixado más vendido de todos los tiempos, con más de 15 millones de ejemplares.
- 1998: Real Madrid CF conquista su séptima copa de Europa en Ámsterdam frente a la Juventus.
- 2001: Inicia Wikipedia en español.
- 2001:  El segundo sencillo del tercer álbum del grupo estadounidense de R&B, Destiny's Child,  "Survivor", alcanza la primera posición del Billboard Hot 100.
- 2002: Timor Oriental se independiza de Indonesia.
- 2003: El cantante puertorriqueño Ricky Martin, lanza al mercado su séptimo álbum de estudio y quinto realizado en español Almas del silencio, es además el primero en este idioma desde Vuelve en 1998.
- 2006: en Irak, el recientemente elegido Consejo de Representantes aprueba por mayoría la elección de Nuri al Maliki como nuevo primer ministro, quien toma posesión del cargo inmediatamente.
- 2013: en el estado de Oklahoma (Estados Unidos), un poderoso tornado categoría EF5 destruye el pueblo de Moore.
- 2016: Ariana Grande lanza su tercer álbum de estudio, Dangerous Woman.
- 2018: se celebraron los Billboard Music Awards en el MGM Grand Garden Arena. La presentadora fue Kelly Clarkson.
- 2018: Christina Aguilera canta con Demi Lovato la canción Fall in Line en los Billboard Music Awards.
- 2018: en Venezuela, Nicolás Maduro, es reelegido presidente.
- 2019: Juego de Tronos la popular serie de HBO saca el último capítulo de la serie.
- 2021: Wikipedia en español cumplió 20 años.
- 2021: La Conmebol retiró a Colombia como sede de la Copa América 2021, dejando a Argentina como única sede.
- 2022: Harry Styles lanza su tercer álbum de estudio, Harry's House, ganador de tres Premios Grammy.
- 2025: En la Ciudad de México, son asesinados por el crimen organizado, 2 funcionarios públicos allegados a la jefa de gobierno Clara Brugada, sobre la Calzada de Tlalpan a la altura de la estación Xola de la Línea 2 del Metro, sin que se registre detenidos al momento de la agresión.

## Nacimientos
- 1315: Bona de Luxemburgo, esposa del rey Juan II de Francia (n. 1349).

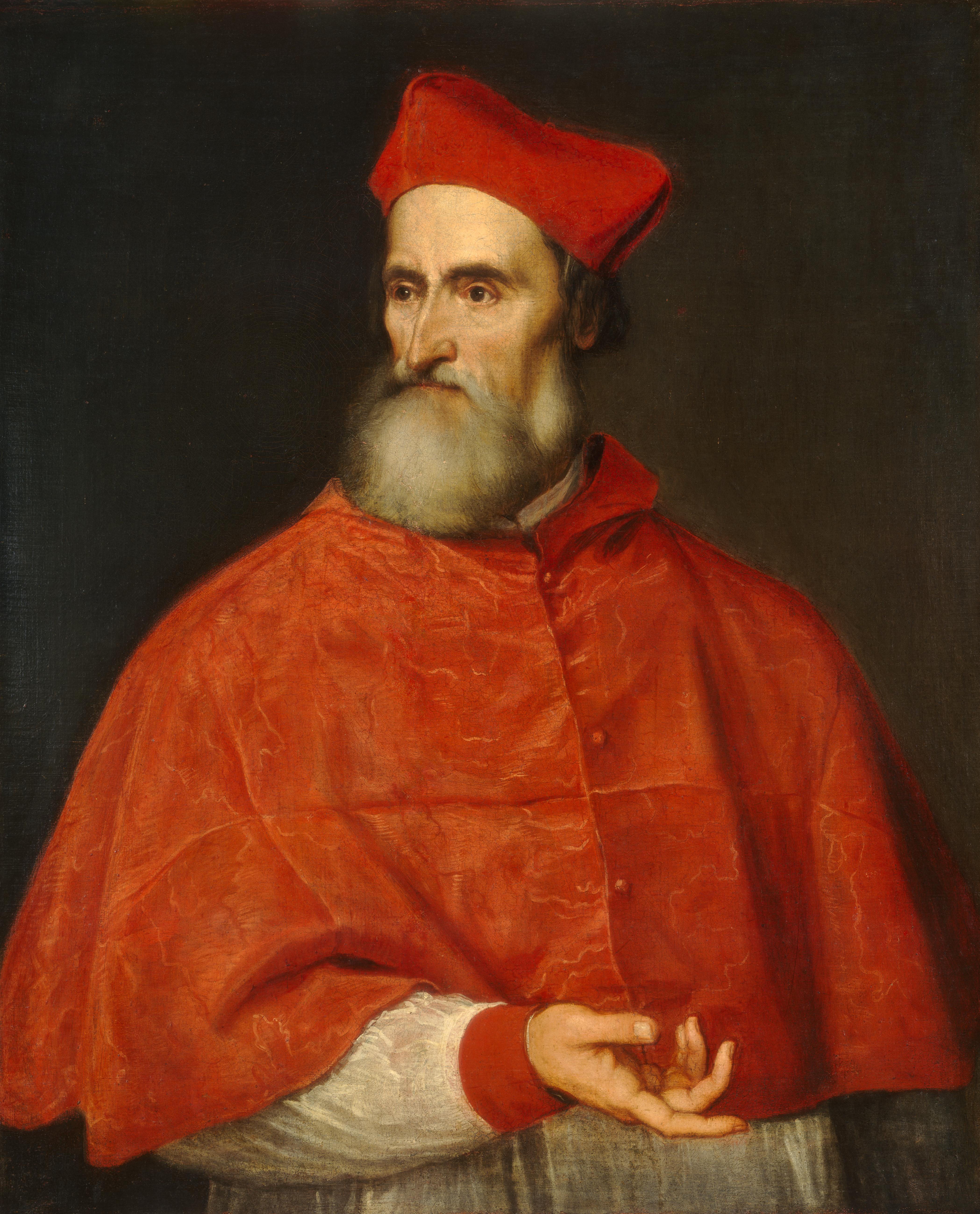
Pietro Bembo.

- 1470: Pietro Bembo, humanista y religioso italiano (f. 1547).
- 1664: Andreas Schlüter, escultor alemán (f. 1714).
- 1726: Francis Cotes, pintor británico (f. 1770).
- 1734: Anton Janša, apólogo y pintor; pionero de la apicultura moderna (f. 1773).
- 1737: William Petty Landsdowne, estadista británico (f. 1805).
- 1743: Toussaint Louverture, político y militar haitiano (f. 1803).
- 1746: Andreas Berlin, botánico y explorador sueco (f. 1773).
- 1764: Johann Gottfried Schadow, escultor alemán (f. 1850).
- 1776: Simon Fraser, explorador canadiense (f. 1862).
- 1780: Bernardino Rivadavia, político y presidente argentino (f. 1845).
- 1789: Marcelino Champagnat, religioso francés, fundador de los Hermanos Maristas (f. 1840).
- 1790: Bernardino Escribano, militar argentino fundador de la ciudad de Junín (f. 1834).
- 1795: Pedro María Anaya, militar y político mexicano (f. 1854).

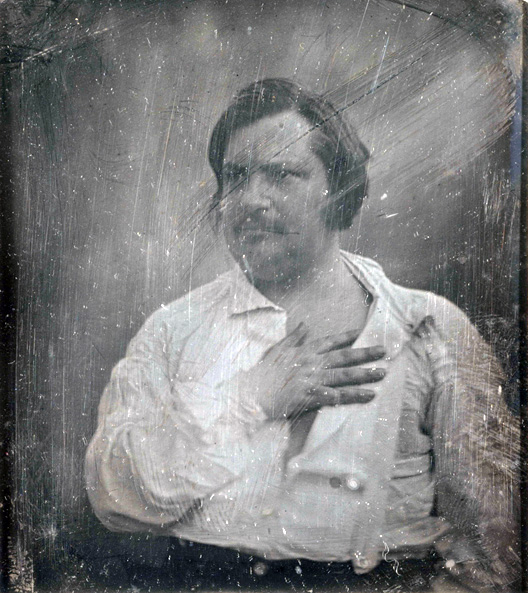
Honoré de Balzac.

- 1799: Honoré de Balzac, novelista francés (f. 1850).
- 1806: John Stuart Mill, filósofo británico (f. 1873).
- 1818: Cúchares (Francisco Arjona Herrera), torero español (f. 1868).
- 1818: William Fargo, político y hombre de negocios estadounidense (f. 1881).
- 1822: Frédéric Passy, político y economista francés, premio nobel de la paz en 1901 (f. 1912).
- 1830: Hector Malot, escritor francés (f. 1907).
- 1838: Jules Méline, estadista francés (f. 1925).
- 1844: Bernardino Nozaleda, religioso dominico y arzobispo español (f. 1927).
- 1846: Alexander von Kluck, militar alemán (f. 1934).
- 1851: Emile Berliner, inventor germanoestadounidense (f. 1929).
- 1858: Jaime Vera, médico y político socialista español (f. 1918).
- 1860: Eduard Buchner, químico alemán, premio nobel de química en 1907 (f. 1917).
- 1860: Carlos María Ocantos, escritor y diplomático argentino (f. 1949).
- 1860: José Bernardino Ortega, político argentino (f. 1940).
- 1861: Henry Laurence Gantt , ingeniero industrial mecánico estadounidense (f. 1919).
- 1878: Blas Cabrera, físico español (f. 1945).
- 1881: Władysław Sikorski, militar y político polaco (f. 1943).

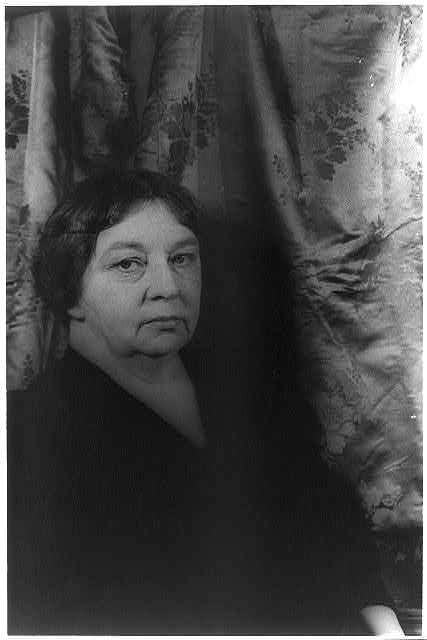
Sigrid Undset.

- 1882: Sigrid Undset, escritora noruega, premio nobel de literatura en 1928 (f. 1949).
- 1883: Faysal ibn Husayn, rey iraquí (f. 1933).
- 1883: Antoni Isern, poeta catalán (f. 1906).
- 1884: Leon Schlesinger, animador y productor de cine americano (f. 1951).
- 1886: Ali Sami Yen, entrenador de fútbol y empresario turco, fundador del club de fútbol Galatasaray (f. 1951).
- 1891: Juan Antonio Suanzes, militar y político español (f. 1977).
- 1895: R. J. Mitchell, ingeniero aeronaval británico (f. 1937).
- 1897: Diego Abad de Santillán, anarcosindicalista español (f. 1983).
- 1897: Camillo Berneri, filósofo y anarquista italiano (f. 1937).
- 1901: Jimmy Blythe, compositor de blues y pianista estadounidense (f. 1931).
- 1901: Max Euwe, ajedrecista neerlandés, campeón mundial entre 1935 y 1937 (f. 1981).
- 1904: Antonio Modesto Quirasco, político mexicano (f. 1981).
- 1904: Hernando Viñes, pintor español (f. 1993).
- 1906: Giuseppe Siri, cardenal italiano (f. 1989).
- 1908: Louis Daquin, cineasta francés (f. 1980).
- 1908: Francis Raymond Fosberg, botánico estadounidense (f. 1993).

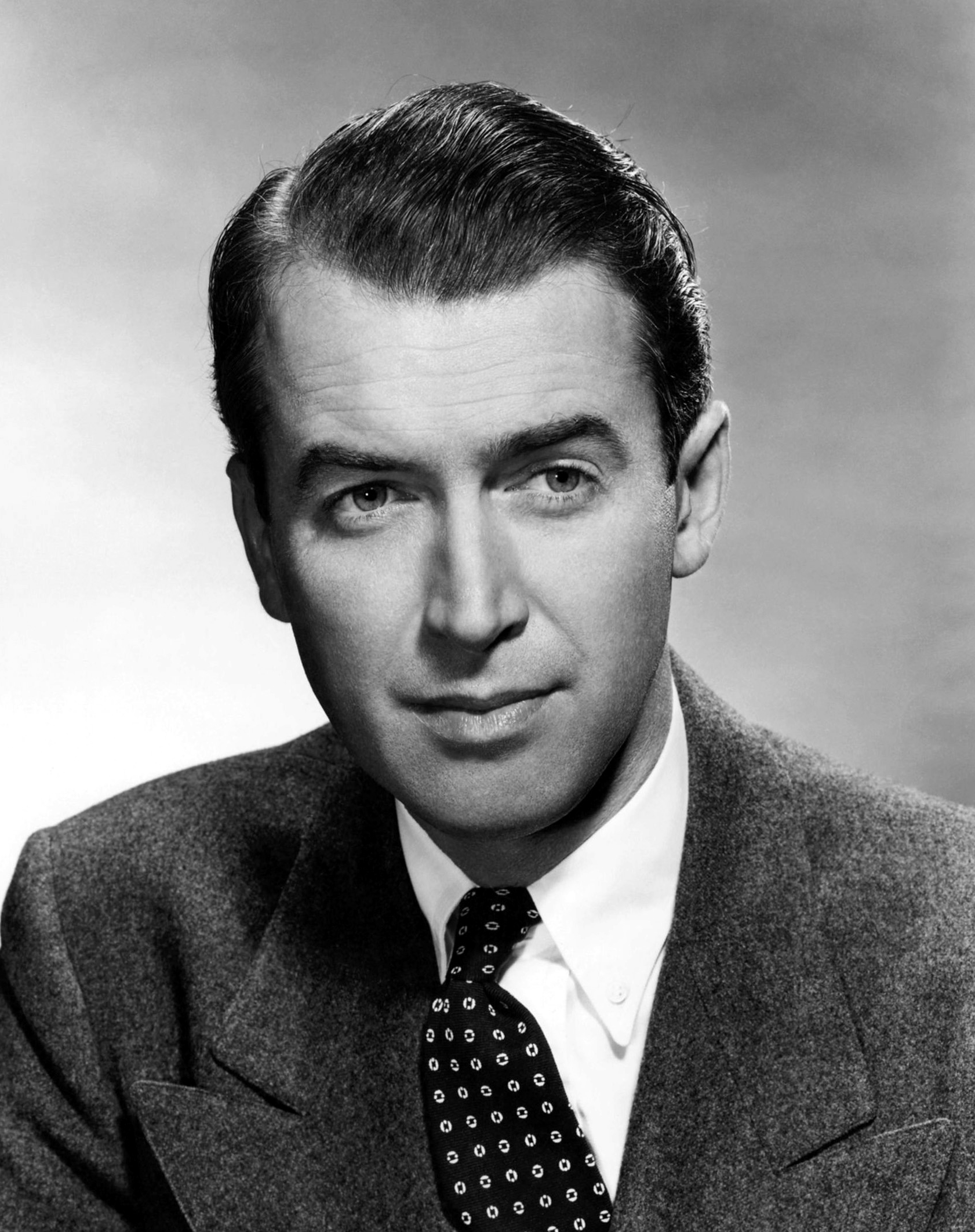
James Stewart.

- 1908: James Stewart, actor estadounidense (f. 1997).
- 1911: Gardner Fox, escritor estadounidense (f. 1986).
- 1911: Annie M. G. Schmidt, escritora neerlandesa (f. 1995).
- 1913: Lolo Fernández, futbolista peruano (f. 1996).
- 1913: Juan Gimeno, ciclista español (f. 1998).
- 1913: Bill Hewlett, empresario estadounidense, cofundador de Hewlett-Packard (f. 2001).
- 1915: Moshé Dayán, militar israelí (f. 1981).
- 1916: Alekséi Marésiev, piloto ruso (f. 2001).
- 1916: Trebisonda Valla, atleta italiana (f. 2006).
- 1918: Edward B. Lewis, científico estadounidense, premio nobel de medicina en 1995 (f. 2004).
- 1919: Gerhard Barkhorn, piloto alemán (f. 1983).
- 1920: Betty Driver, cantante y actriz británica (f. 2011).
- 1921: Wolfgang Borchert, actor y escritor alemán (f. 1947).
- 1921: Aldo Gordini, piloto de carreras francés (f. 1995).
- 1924: Zelmar Michelini, político y periodista uruguayo (f. 1976).
- 1926: Bob Sweikert, piloto estadounidense de automovilismo (f. 1956).
- 1927: David Hedison, actor estadounidense (f. 2019).
- 1927: Franciszek Macharski, cardenal polaco (f. 2016).
- 1930: Rafael Corkidi, cineasta mexicano (f. 2013).
- 1932: Antonio Suárez, ciclista español (f. 1981).

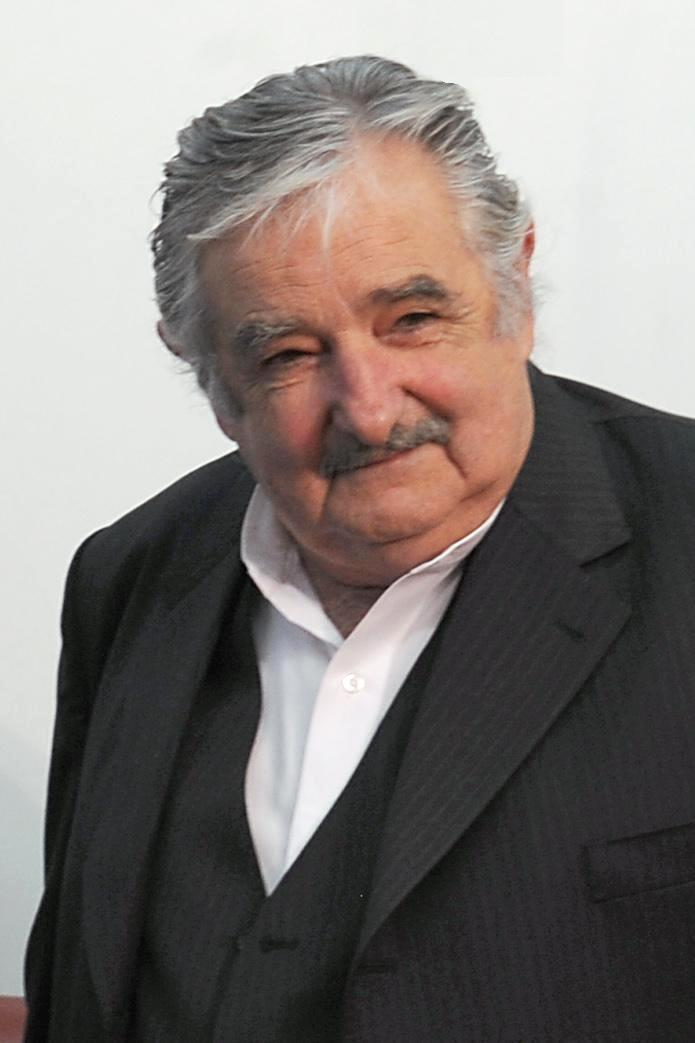
José Mujica.

- 1935: José Mujica, político uruguayo, presidente de Uruguay entre 2010 y 2015 (f. 2025).
- 1938: Marinella (Kyriaki Papadopoulou), cantante griega.
- 1941: John Strasberg, actor estadounidense.
- 1941: Goh Chok Tong, economista y político singapurense.
- 1943: Al Bano, cantante italiano.
- 1944: César Altamirano, cantante peruano (f. 1993).
- 1944: Joe Cocker, cantante y músico británico (f. 2014).
- 1944: Dietrich Mateschitz, magnate austríaco.
- 1944: Alejo Vidal-Quadras, político español.
- 1945: Alejandro Dolina, escritor y músico argentino.
- 1945: Vladimiro Montesinos, militar, abogado y político peruano.
- 1945: Anton Zeilinger, físico austriaco, Premio Nobel de Física 2022.

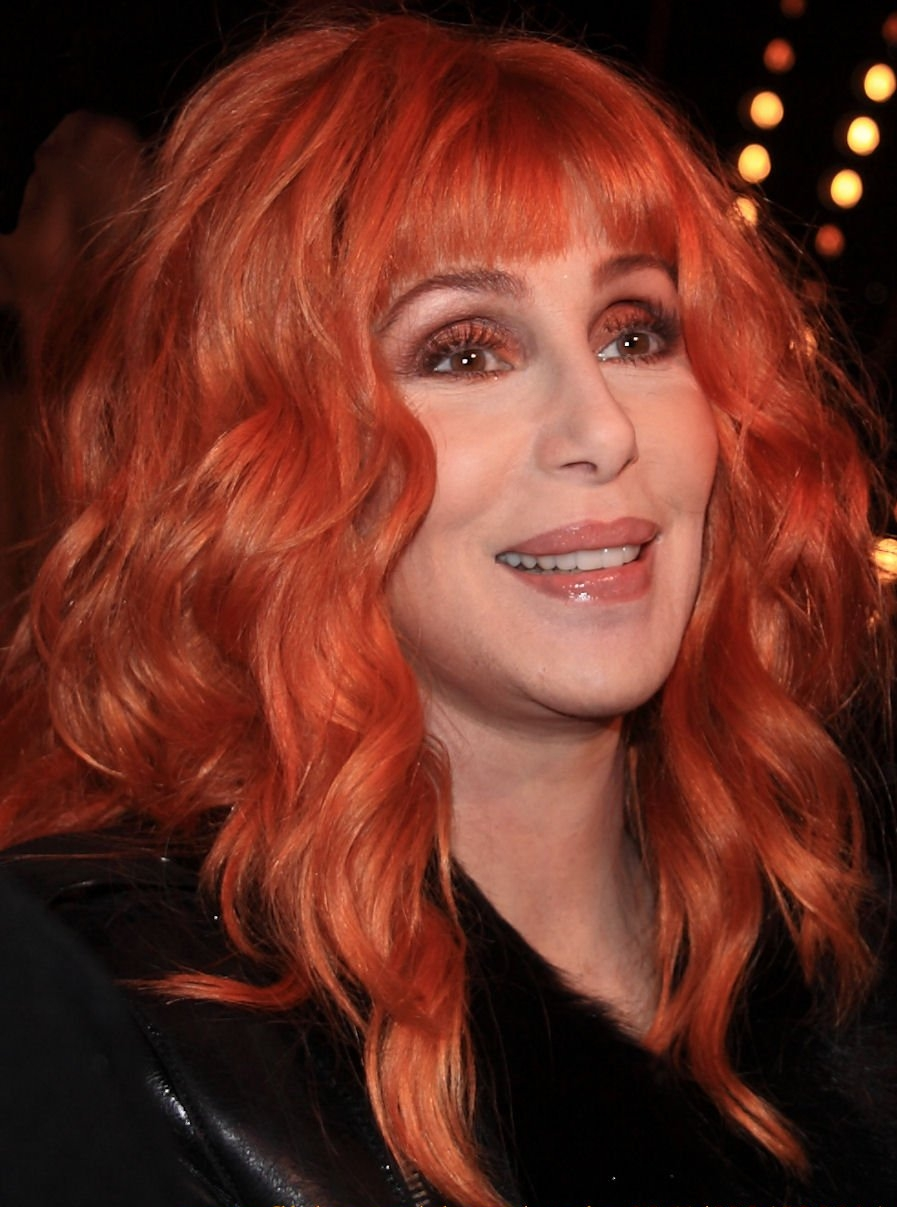
Cher.

- 1946: Cher, actriz y cantante estadounidense.
- 1946: Mario Guilloti, boxeador argentino (f. 2021).
- 1947: Nancy Fraser, filósofa estadounidense.
- 1949: Dave Thomas, actor canadiense.
- 1950: Reinaldo Merlo, futbolista y director técnico argentino.
- 1950: Sally Floyd, ingeniera estadounidense (f. 2019).
- 1951: Antonio Gutiérrez, político español, ex secretario general del Comisiones Obreras.
- 1952: Roger Milla, futbolista camerunés.
- 1953:
  - Leonor de Orleans-Braganza, aristócrata brasileña.
  - Surinder Shinda, actor, cantante y compositor indio (n. 1953).
- 1954: Cindy McCain, magnate y filántropa estadounidense.
- 1954: David Paterson, político estadounidense.
- 1954: Robert Van De Walle, yudoca belga.
- 1955: Zbigniew Preisner, compositor polaco.
- 1955: Anton Corbijn, fotógrafo y cineasta neerlandés.

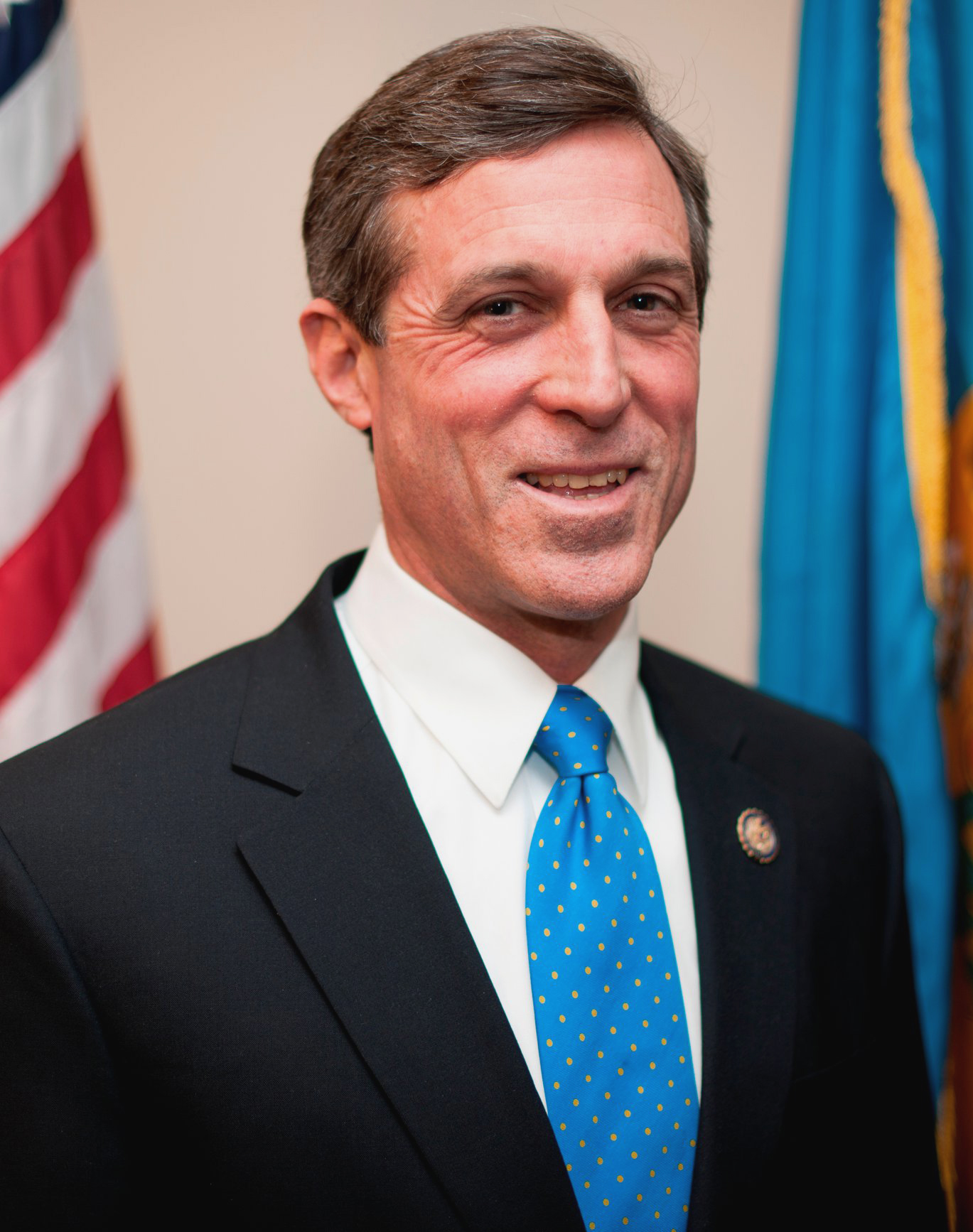
John C. Carney

- 1956: John C. Carney, político estadounidense, Gobernador de Delaware desde 2017.
- 1957: Yoshihiko Noda, político japonés.
- 1958: Ron Reagan, comentarista estadounidense e hijo del expresidente Ronald Reagan.
- 1959: Israel Kamakawiwoʻole, cantante hawaiano (f. 1997).
- 1959: Bronson Pinchot, actor estadounidense.
- 1960: John Billingsley, actor estadounidense.

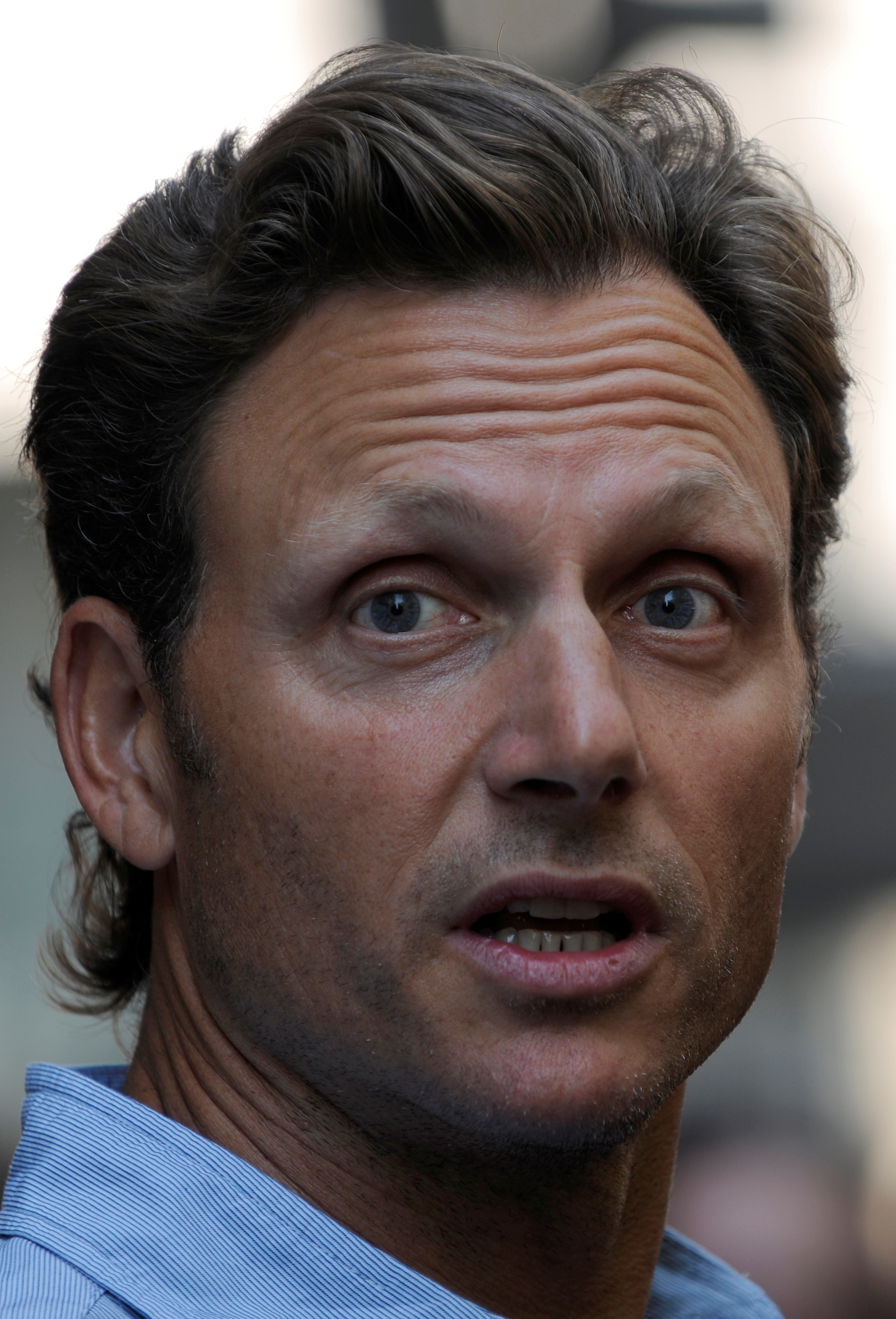
Tony Goldwyn.

- 1960: Tony Goldwyn, actor estadounidense.
- 1961: Maurizio Milani, cómico y escritor italiano
- 1961: Owen Teale, actor británico.
- 1962: Eduardo Gutiérrez, actor de voz español.
- 1967: Pablo de Grecia, aristócrata griego.
- 1967: Gabriele Muccino, cineasta italiano.
- 1967: Ramzi Yousef, terrorista pakistaní.
- 1968: Timothy Olyphant, actor estadounidense.
- 1969: Laurent Dufaux, ciclista suizo.
- 1969: Brian Gerard James, luchador estadounidense.
- 1969: Alberto Mancini, tenista argentino.
- 1970: Terrell Brandon, baloncestista estadounidense.
- 1971: Tony Stewart, piloto y dueño de equipo de automovilismo estadounidense.
- 1972: Arancha del Sol, modelo y actriz española.
- 1972: Tina Hobley, actriz británica.
- 1972: Busta Rhymes, rapero y actor estadounidense.
- 1973: Elsa Lunghini, actriz y cantante francesa.
- 1973: Patricia Navidad, actriz y cantante mexicana.
- 1975: Tahmoh Penikett, actor canadiense.
- 1975: Isaac Gálvez, ciclista español, campeón del mundo (f. 2006).
- 1975: Juan Minujín, actor argentino.
- 1975: Ralph Firman, piloto irlandés de automovilismo.
- 1976: Ramón Hernández, beisbolista venezolano.
- 1977: Matt Czuchry, actor estadounidense.
- 1977: Xabier San Martín, teclista y compositor español, de la banda La Oreja de Van Gogh.
- 1978: Martín López, baterista sueco-uruguayo, de la banda Opeth.
- 1978: Nils Schumann, atleta alemán.
- 1978: Sophie Alexander, actriz mexicana.
- 1979: Jayson Werth, beisbolista estadounidense.
- 1980: Cauã Reymond, actor brasileño.
- 1981: Rachel Platten, cantautora estadounidense.
- 1981: Iker Casillas, futbolista español.
- 1981: Pascal Berenguer, futbolista francés.
- 1982: Petr Čech, futbolista checo.
- 1982: Candace Bailey, actriz estadounidense.
- 1982: Sierra Boggess, actriz y cantante estadounidense.
- 1983: Óscar Cardozo, futbolista paraguayo.
- 1983: Michaela McManus, actriz estadounidense.
- 1983: Yolanda Pérez, cantante mexicana-estadounidense.
- 1984: Patrick Ewing, Jr., baloncestista estadounidense.
- 1984: Naturi Naughton, cantante y actriz estadounidense.
- 1985: André Leão, futbolista portugués.
- 1985: Chris Froome, ciclista británico.
- 1986: Yon González, actor español.
- 1986: Stéphane Mbia, futbolista camerunés.
- 1987: Mike Havenaar, futbolista neerlandés.
- 1987: Julian Wright, baloncestista estadounidense.
- 1988: Axel Amigo, actor de voz español.
- 1989: Aldo Corzo, futbolista peruano.
- 1989: Arely Muciño, boxeadora mexicana.
- 1991: Henrik Ojamaa, futbolista estonio.
- 1991: Emre Çolak, futbolista turco.
- 1992: Jack Gleeson, actor irlandés.
- 1992: Gerónimo Rulli, futbolista argentino.
- 1993: Yocelyn Cisternas, futbolista chilena.
- 1994: Jeffrey Adler, atleta de CrossFit canadiense.
- 1997: Ezequiel Centurión, futbolista argentino.
- 1998: Jamie Chadwick, piloto de automovilismo británica.
- 2000: Rosa Linn, cantante armenia.
- 2010: Cosima Windsor, hija de los condes de Úlster.

## Fallecimientos
- 685: Egfrido, rey de Northumbria (n. 645).

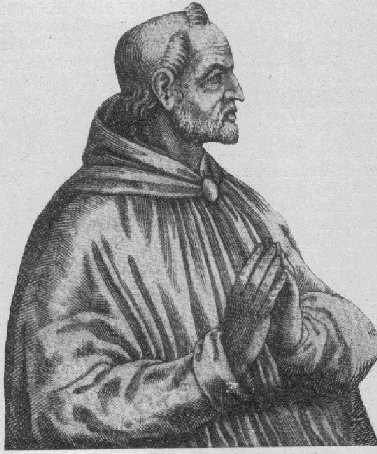
Juan XXI.

- 1277: Juan XXI, papa italiano entre 1276 y 1277 (n. 1215).
- 1444: Bernardino de Siena, santo italiano (n. 1380).
- 1449: Pedro, duque de Coímbra, infante portugués (n. 1392).
- 1503: Lorenzo de Médici, aristócrata toscano (n. 1463).

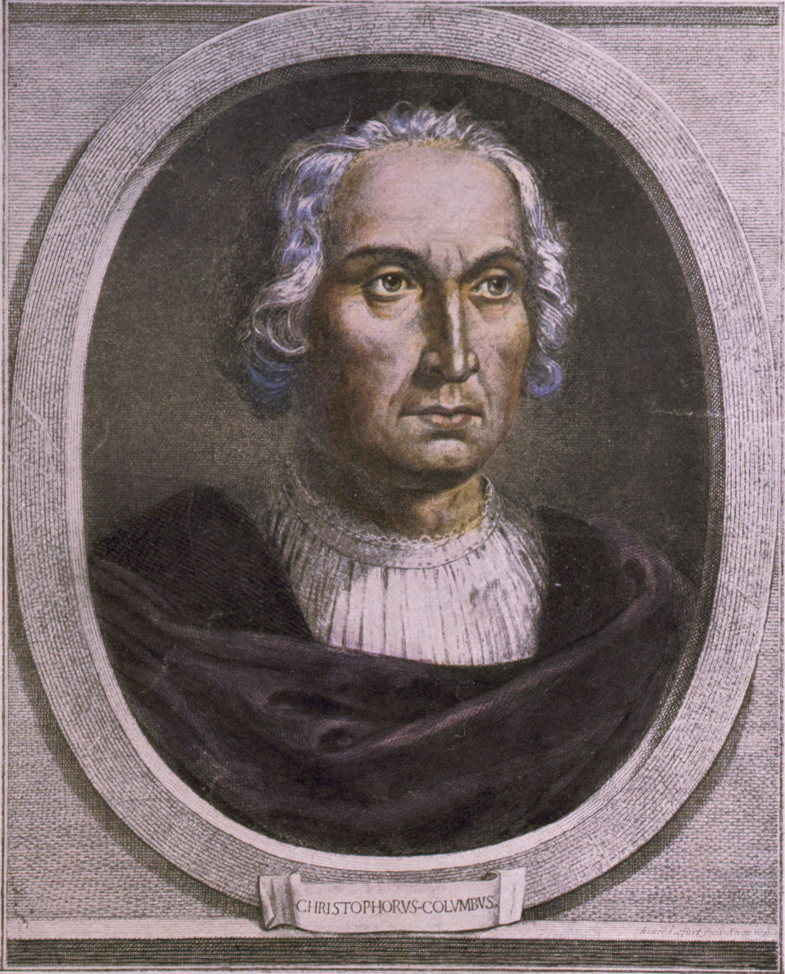
Cristóbal Colón.

- 1506: Cristóbal Colón, cartógrafo y navegante italiano (n. 1451).
- 1525: Alonso Fernández de Lugo, conquistador castellano y adelantado mayor de las islas Canarias (n. c. 1455).
- 1550: Ashikaga Yoshiharu, duodécimo shōgun Ashikaga (n. 1510).
- 1622: Osman II, sultán turco y emperador otomano (n. 1604).
- 1677: George Digby, estadista británico (n. 1612).
- 1713: Thomas Sprat, escritor británico (n. 1635).
- 1722: Sébastien Vaillant, botánico francés (n. 1669).
- 1793: Charles Bonnet, biólogo y filósofo suizo (n. 1720).
- 1798: Cándido María Trigueros, escritor, traductor y dramaturgo español (n. 1736).
- 1812: Hieronymus von Colloredo, arzobispo de Salzburgo (n. 1732).

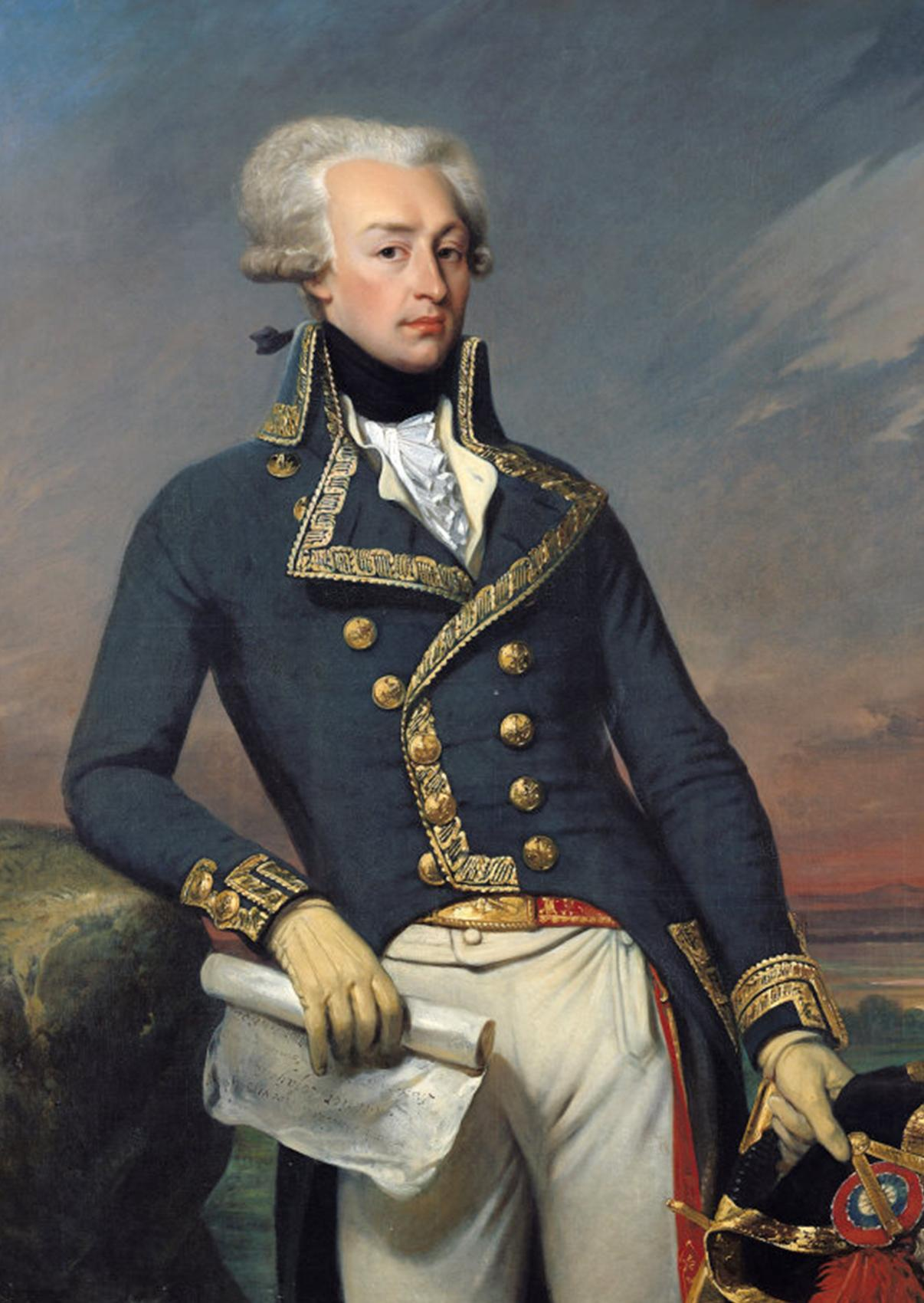
Marqués de La Fayette.

- 1834: Marqués de La Fayette, aristócrata y militar francés (n. 1757).
- 1837: Johan Afzelius, químico sueco (n. 1753).
- 1841: Blanco White, escritor y periodista español (n. 1775).
- 1885: Manuel M. Flores, poeta mexicano (n. 1840).
- 1896: Clara Schumann, pianista y compositora alemana (n. 1819).
- 1899: Carlotta Grisi, bailarina italiana (n. 1819).
- 1930: Alfredo Placencia, poeta y sacerdote mexicano (n. 1875).
- 1932: Crescencia Pérez, monja argentina (n. 1897).

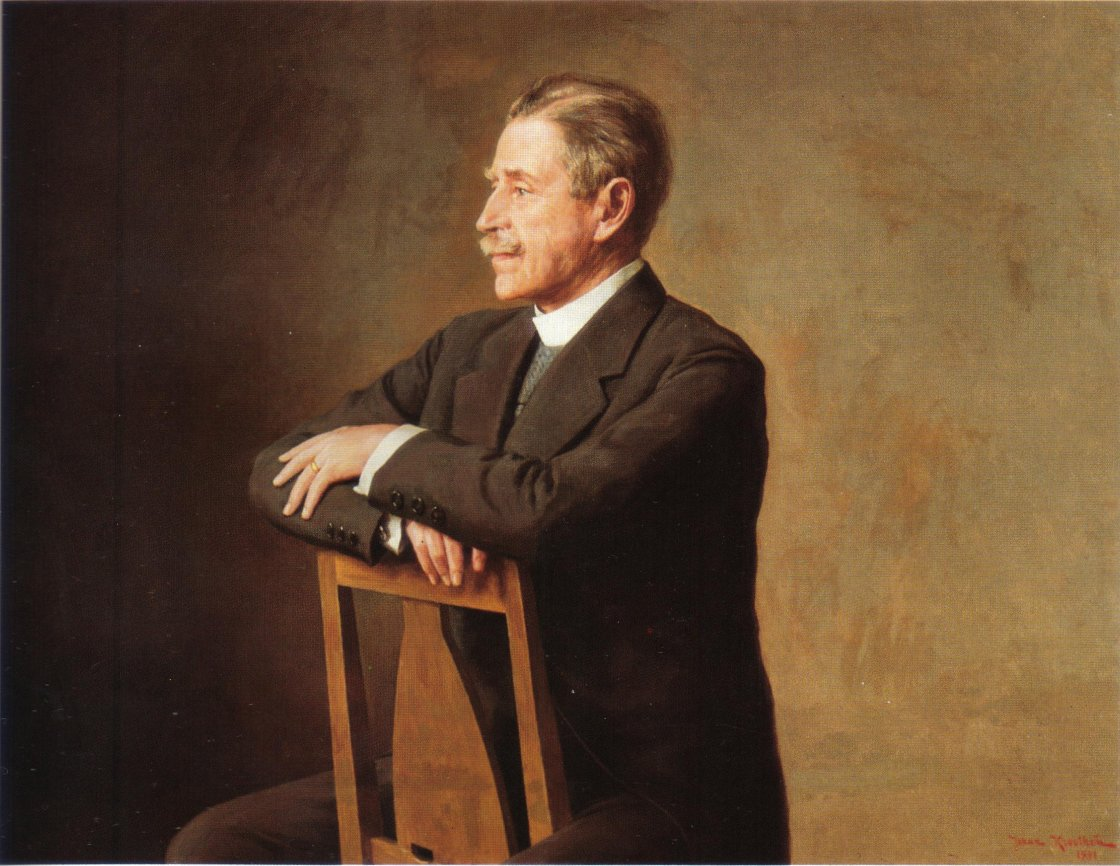
Verner von Heidenstam.

- 1940: Verner von Heidenstam, escritor sueco, premio nobel de literatura en 1916 (n. 1859).
- 1942: Hector Guimard, arquitecto francés (n. 1867).
- 1947: Philipp Lenard, físico austriaco, premio nobel de física en 1905 (n. 1862).
- 1905: José María Álvarez de Sotomayor, poeta español (n. 1880).
- 1949: Damaskinos de Atenas, arzobispo ortodoxo griego (n. 1891).
- 1956: Max Beerbohm, ensayista, crítico y caricaturista británico (n. 1872).
- 1956: Zoltán Halmay, nadador húngaro (n. 1881).
- 1959: Alfred Schütz, filósofo y sociólogo austriaco (n. 1899)
- 1966: Carlos Arruza, torero mexicano (n. 1920).
- 1973: Joaquín Bau, comerciante y político español (n. 1897).

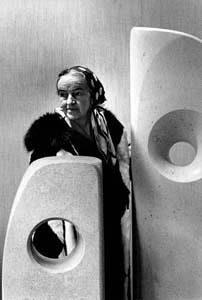
Barbara Hepworth.

- 1975: Barbara Hepworth, escultora británica (n. 1903).
- 1975: Rodolfo Gaona, torero mexicano (n. 1888).
- 1975: Vera Kashcheyeva, médica militar soviética (n. 1922).
- 1976: Héctor Gutiérrez Ruiz, político uruguayo (n. 1934).
- 1980: Hans Krainz, botánico suizo (n. 1906).
- 1980: Zinaída Tusnolobova-Marchenko, médica militar soviética y Heroína de la Unión Soviética (n. 1920)
- 1982: Miguel Ángel Zavala Ortiz, político argentino (n. 1905).
- 1983: Alejandro De Michele (28), músico argentino de rock, del dúo Pastoral (n. 1954).
- 1985: Eduardo Ortiz de Landázuri, médico y catedrático español (n. 1910).
- 1988: Ángel Juan Quesada, director de coro y compositor español (n. 1909).
- 1988: Ana Aslan, científica y médica rumana (n. 1897).
- 1989: John Hicks, economista británico, premio en Ciencias Económicas en memoria de Alfred Nobel en 1973 (n. 1904).
- 1989: Gilda Radner, cómico y actriz estadounidense (n. 1946).
- 1992: Roger Keith Coleman, asesino estadounidense (n. 1958).
- 1996: Jon Pertwee, actor británico (n. 1919).
- 1997: Virgilio Barco Vargas, político colombiano, presidente entre 1986 y 1990 (n. 1921).
- 1998: Santiago Álvarez, cineasta cubano (n. 1919).
- 1998: Ricardo Franco, cineasta español (n. 1949).
- 2000: Luis Macía González, fue un tenor colombiano. (n. 1906).
- 2000: Roberto Meléndez, futbolista y entrenador colombiano (n. 1912).
- 2000: Jean-Pierre Rampal, flautista francés (n. 1922).
- 2000: Malik Sealy, baloncestista estadounidense (n. 1970).
- 2001: Renato Carosone, cantante italiano (n. 1920).
- 2002: Stephen Jay Gould, paleontólogo estadounidense (n. 1941).
- 2005: Paul Ricoeur, filósofo francés (n. 1913).
- 2007: Creu Casas i Sicart, farmacéutica y brióloga española (n. 1913).
- 2007: Mario Mazzone, periodista argentino (n. 1958).
- 2007: Stanley Miller, científico estadounidense (n. 1930).
- 2008: Khiuaz Dospanova, aviadora soviética de origen kazajo (n. 1922).
- 2009: Lucy Gordon, modelo y actriz británica (n. 1980).
- 2010: Walter Rudin, matemático estadounidense (n. 1921).
- 2011: «Randy Savage» (Randall Poffo), luchador profesional estadounidense (n. 1952).
- 2011: Julio Godio, sociólogo argentino (n. 1939).
- 2012: Robin Gibb, cantante británico, de la banda Bee Gees (n. 1949).
- 2012: Modesto Collados, abogado y político chileno (n. 1916).
- 2013: Ray Manzarek, tecladista estadounidense, de la banda The Doors (n. 1939).
- 2019: Niki Lauda, piloto austríaco de Fórmula 1 (n. 1949).
- 2021: Francisco Brines, poeta español  (n. 1932).
- 2023: Marta Cruz-Coke, licenciada en filosofía chilena (n. 1923)
- 2024: Mario Mitrotti (80), director de cine, teatro y televisión, productor panameño (n. 1944).

## Celebraciones
- Día Mundial de las Abejas.[2]
En octubre de 2017 la ONU proclamó esta celebración, coincidiendo con el nacimiento de Anton Janša, pionero de la apicultura moderna.

- Día Mundial de la Metrología.
Esta fecha conmemora la firma de la Convención del Metro en 1875, un acuerdo internacional que estableció las bases para un sistema de medición coherente y uniforme en todo el mundo. La metrología es la ciencia de las mediciones.

- Día Internacional de los Ensayos Clínicos.
También conocido como Día de la Investigación Clínica.[3]

- Día Internacional de la Enfermedad de Behçet.

- Día Internacional del Síndrome de Williams.

- Día Internacional del Borracho.[4]

Por países
(Por orden alfabético)
- Argentina: 
  - Creación del Museo Naval de la Nación.
Fundación: 20 de mayo de 1892 (133 años).
    -  Misiones: 
      - Aniversario de El Alcázar.
Fundación: 20 de mayo de 1939 (86 años).[5]

- Camboya: 
  - Día Nacional del Recuerdo en Camboya.

- Camerún: 
  - Día Nacional de Camerún.

- Indonesia: 
  - Despertar Nacional Indonesio.

- México : 
  - Día del Psicólogo.

- Timor Oriental: 
  - Día de Restauración de la Independencia.

- Venezuela: 
  - Día de la Radio.
  - Día del Cronista.
  - Día del Publicista.

### Santoral católico

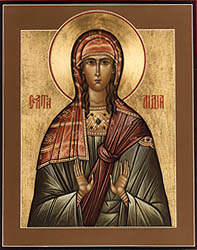
Santa Lidia de Tiatira.

- San Anastasio de Brescia.[6]
- Santa Áurea, mártir.[6]
- San Austregisilo.[6]
- San Baudilio de Nimes.[6]
- San Bernardino de Siena.[6]
- San Hilario de Toulouse.[6]
- Santa Lidia de Tiatira.[6](imagen ilustrativa).
- San Lucífero de Cagliari.[6]
- San Protasio Chong Kuk-bo.[6]
- San Talaleo.
- San Teodoro de Pavía.[6]
- Beato Arcángel Tadini.
- Beata Columba de Perugia.[6]
- Beato Guido de Gherardesca.[6]